# Achuzan
Achuzan of Aruzan is in de Joodse literatuur een vroege aanduiding van de Tempelberg in het latere Jeruzalem.
In het Tweede boek van Henoch verblijft Henoch na een eerste verblijf in de hemel weer voor een periode van dertig dagen op aarde om zijn zoons te onderwijzen over de zaken die hij in de hemel heeft geleerd. Als gevolg daarvan ontstaat er een priesterlijke offercultus waarvan zijn zoon Metusalem en diens kleinzoon Nir de eerste vertegenwoordigers waren.  Zijn tweede en definitieve opstijging naar de hemel vangt aan op de plek die in de tekst wordt aangeduid als Achuzan.  

## Etymologie
De etymologie van Achuzan is problematisch. Mogelijk is het afgeleid van Arauna, omdat op de plaats waar later de Joodse tempel werd gebouwd, oorspronkelijk de dorsvloer was van de Jebusiet Arauna (ook wel Ornan genoemd).